# Konstytucja Ukrainy
Konstytucja Ukrainy (ukr. Конституція України) – podstawowy akt prawny Ukrainy, ustawa zasadnicza, mająca najwyższą moc prawną w systemie źródeł prawa w państwie. Została uchwalona 28 czerwca 1996 na V sesji Rady Najwyższej Ukrainy II kadencji.

## Historia
8 grudnia 2004 Rada Najwyższa uchwaliła ustawę o wniesieniu zmian do Konstytucji oraz procedury wyboru Prezydenta. W tym samym dniu ustawy te podpisał ówczesny prezydent Łeonid Kuczma. Zmiany dotyczące urzędu prezydenta były wprowadzane m.in. w 2006 roku. 1 października 2010 Trybunał Konstytucyjny uchylił obowiązującą Konstytucję, przywracając jednocześnie Konstytucję z 1996 roku.

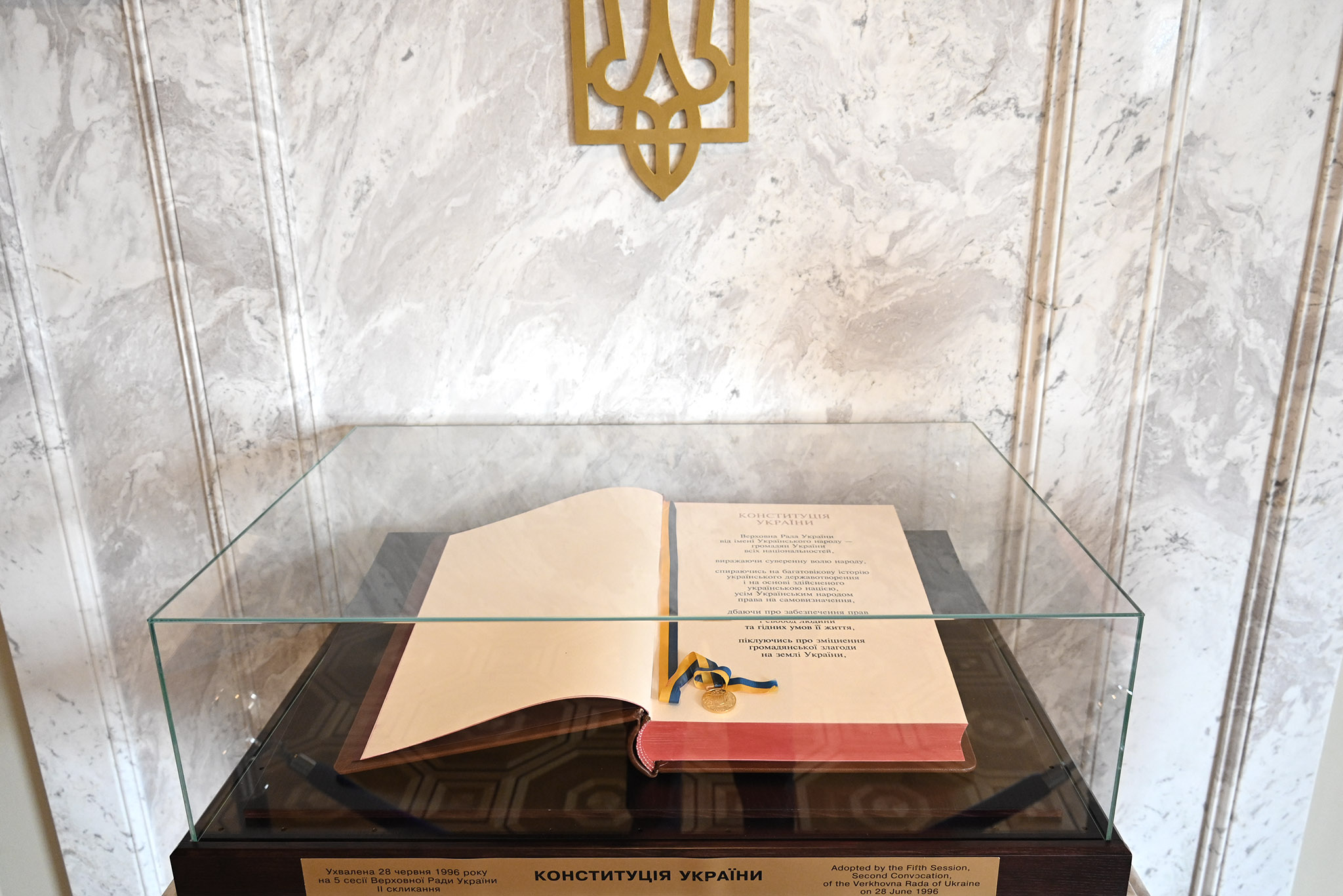
Konstytucja Ukrainy

Podczas protestów na Ukrainie w 2014 opozycja zgłaszała postulaty przywrócenia konstytucji w kształcie z 2004 r., zgodnie z którą w państwie tym obowiązywał system parlamentarno-prezydencki.
21 lutego 2014 Rada Najwyższa Ukrainy w trybie ustawy przywróciła moc obowiązującą postanowień konstytucji  z 2004 roku. Ustawa weszła w życie 22 lutego 2014, po promulgacji.
Dzień Konstytucji Ukrainy obchodzony jest w Ukrainie co roku 28 czerwca od 1996 r., czyli od czasu uchwalenia tego aktu prawnego.

## Rozdziały

### Konstytucja Ukrainy jest podzielona na XV rozdziałów(rozdział VII "Prokuratura" jest usunięty):
- I Założenia ogólne
- II Prawa, wolności oraz obowiązki człowieka i obywatela
- III Wybory, Referendum
- IV Rada Najwyższa Ukrainy
- V Prezydent Ukrainy
- VI Gabinet Ministrów Ukrainy. Inne organy władzy wykonawczej
- VII Prokuratura( usunięty rozdział)
- VIII Sądownictwo
- IX Ustrój Terytorialny Ukrainy
- X Autonomiczna Republika Krymu
- XI Samorząd lokalny
- XII Sąd Konstytucyjny Ukrainy
- XIII Wprowadzenie zmian do Konstytucji Ukrainy
- XIV Przepisy przejściowe
- XV Przepisy końcowe[6]